# Uli Hoeness
Ulrich "Uli" Hoeness (tyska: Ulrich "Uli" Hoeneß), född 5 januari 1952 i Ulm i Baden-Württemberg, är en tysk före detta fotbollsspelare och sportchef för fotbollslaget FC Bayern München.

## Biografi
Uli Hoeness föddes 1952 i Ulm i Baden-Württemberg och är bror till Dieter Hoeness. Uli Hoeness slog igenom i FC Bayern München i början av 1970-talet. Hoeness gjorde redan som 20-åring debut i Västtysklands landslag och var med och vann EM-guld sommaren 1972. Nya framgångar följde i såväl klubblaget som landslaget. VM-guld 1974 där Hoeness var en av de tongivande spelarna och i Bayern München vann Hoeness cupen, ligan och Europacupen för mästarlag ett flertal gånger.
Ett av Hoeness sämsta minnen från den aktiva karriären är straffmissen i EM-finalens straffläggning 1976. Hoeness miss banade vägen för Tjeckoslovakiens seger i straffläggningen.
Hoeness avslutade den aktiva karriären redan som 27-åring efter problem med skador 1979. Det sista aktiva året spelade han för 1. FC Nürnberg.
1979 gick han tillbaka till FC Bayern München i rollen som sportchef, en position han varit framgångsrik i och fortfarande innehar. Hoeness roll som sportchef i Bayern München har inneburit en av de ledande positionerna inom tysk fotboll i sin helhet men framförallt inom klubbfotbollen. Bayern München har den klart ledande rollen inom den tyska fotbollen och Hoeness är omstridd och inom många kretsar häftigt kritiserad. Framgångarna har varit stora: ett flertal liga- och cupguld och internationella framgångar med slutseger i UEFA-cupen 1996 och UEFA Champions League 2001 samt 
2013 som toppar.
Vid sidan av sitt jobb som sportchef är han chef för familjens korvföretag.

## Meriter
- 35 A-landskamper för Västtysklands fotbollslandslag
- VM i fotboll: 1974
  - VM-guld 1974
- EM i fotboll: 1972, 1976
  - EM-guld 1972
  - EM-silver 1976
- Tysk mästare
- Europacupen: 1974, 1975, 1976
- Världscupen: 1976